# Odwilż (serial telewizyjny 2013)
Odwilż (ros. Oттепель) – rosyjski serial telewizyjny, emitowany przez publiczną stację telewizyjną Federacji Rosyjskiej Pierwyj kanał emitowany od 2 do 10 grudnia 2013 roku.
Produkcją zajęło się studio Marmot-film, a reżyserią Walerij Todorowski. Film jest hołdem reżysera złożonym swojemu ojcu oraz całemu środowisku filmowemu lat 50. i 60. Akcja serialu została podzielona na 12 odcinków i opisuje sowiecką kinematografię lat 60. XX wieku, kiedy swoją karierę zaczynał Piotr Todorowski, ojciec reżysera.

## Fabuła
Akcja serialu rozgrywa się w 1961 roku. Głównym bohaterem jest Wiktor Chrustaliow, znany operator filmowy, zamieszany w sprawę śmierci swojego przyjaciela, utalentowanego scenarzysty Kosti Parszyna, który popełnił samobójstwo. W międzyczasie Wiktor pracuje przy produkcji komedii Dziewczyna i brygadzista w reżyserii Kriwickiego – znanego reżysera tamtych czasów. W jego życiu wiele zmienia znajomość z młodym reżyserem Jegorem Miaczinem. Mężczyźni pragną nakręcić film Odłamki, którego scenariusz napisał Kostia Parszyn. Chrustaliow załatwia Miaczinowi pracę stażysty przy produkcji Dziewczyna i brygadzista. W filmie gra była żona Chrustaliowa – Inga oraz młoda studentka Mariana. Nawiązuje się trójkąt miłosny pomiędzy Chrustaliowem, Miaczinem i Marianą.

## Historia
Idea powstania serialu pojawiła się, gdy Walerij Todorowski poznał Matthew Weiner, amerykańskiego reżysera serialu „mad men” (ang. Mad Men) o codziennym życiu agencji reklamowej w latach 60. XX wieku. Wzorując się na Matthew Weinerze, Todorowski postanowił nakręcić serial inspirowany życiem i twórczością swego ojca reżysera. Jak sam powiedział, „moim celem nie było nakręcenie 12 odcinków o tematyce politycznej, lecz przedstawienie ludzi i ich odczuć” Jednakże w serialu nie znajdujemy konkretnych odwołań do znanych mu osób, charaktery postaci są pomieszane, mityczne i posiadają cechy charakterystyczne dla środowiska filmowego. Można jedynie zgadywać kim były inspirowane.
Jak twierdzi sam Todorowski, u dyrektora studia filmowego można doszukać się cech dyrektora „Mosfilmu” Sizowa (w przeszłości – generała MSW), zastępcy ministra kinematografii Pawlikowa oraz reżysera Pyniewa, natomiast w obrazie Chrustaliowa znajdujemy podobieństwo do operatorów filmowych (Rerberga, Kniażinskogo, Jusowa i Liebieszewa), a w postaci Miaczina odbija się młody Eldar Riazanow z czasów Karnawału nocy. Natomiast prototypem Pieti z Odessy, przyjaciela Chrustaliowa, był sam Piotr Todorowski.
Todorowski już wcześniej kręcił filmy okresu lat 60. W 1993 wraz z Dmitrijem Mescziewem nakręcił film Nad ciemną wodą, który zadedykowali „pokoleniu ojców”, którym to jednak film nie przypadł do gustu, poczuli się wręcz oczernieni. Po upływie 20 lat Walerij postanowił znów zająć się epoką młodości swoich ojców, tym razem z pozytywnym odzewem. To był jego debiut jako reżysera serialu telewizyjnego, wcześniej zajmował się jedynie produkcją seriali i filmów pełnometrażowych.
Scenariusz powstał w przeciągu półtora roku, natomiast nakręcenie 12 odcinków zajęło jedynie 3 miesiące. Zdjęcia w plenerze były kręcone w Mińsku, który oddaje klimat tamtych lat. Dużo pracy w produkcję filmu włożyli scenarzyści i charakteryzatorzy, których owoce pracy oddają charakter lat 60..

## Ekipa filmowa
- Reżyser – Walerij Todorowski
- Autorzy scenariusza – Walerij Todorowski, Aliona Zwancowa, Dmitrij Konstantinow
- Operatorzy – Ivan Gudkow, Fiodor Liass
- Scenograf – Władimir Gudilin
- Kompozytor – Konstantin Meladze
- Kostiumolog – Władimir Kupców
- Charakteryzatorzy – Irina Mielnikowa, Jelena Sokołowa
- Inżynierowie dźwięku – Oleg Schloss, Aleksiej Majsienko
- Reżyser montażu – Aleksiej Bobrow
- Drugi reżyser – Irina Trietiakowska
- Asystent reżysera w sprawach aktorów – Tatiana Тalkowa
- Choreograf – Oleg Gruszkow
- Producenci – Walerij Todorowski, Maksim Koropcow, Jelena Kożanowa

## Muzyka
Specjalnie dla serialu Odwilż muzykę komponował słynny rosyjski kompozytor Konstantin Meladze.
Podczas pracy nad muzyką do serialu starał się on wcielić w rolę kompozytora końca 50. i początku lat 60. Dlatego też przesłuchał wiele piosenek z tamtego okresu, gdyż muzyka tamtych lat była wyjątkowa. Jak mówi sam kompozytor, wzorował się głównie na twórczości słynnego włoskiego kompozytora Nino Rota, gdyż mniej więcej taka muzyka była grana w sowieckich filmach. Meladze uważa, że muzyka sowiecka była najbliższa europejskiej właśnie w latach 60. Wtedy na estradzie królowali artyści pokroju Larisy Mandrus. Gdy skończył się okres „odwilży”, muzyka zaczęła był kontrolowana.
W serialu Odwilż usłyszymy wiele instrumentów odszukanych przez Konstantina, jak: syntezatory, elektroorgany, bębny, których jest wiele w jego aranżacjach. Podczas nagrywania dźwięk celowo „psuli”, by uzyskać wrażenie „lambowego” brzmienia z tamtych lat. Oprócz tego w ścieżce dźwiękowej wykorzystano gitarowe improwizacje Todorowskiego-starszego.
Konstantin Meladze stworzył również dwie piosenki specjalnie dla serialu. Na początku kompozytor próbował nagrać je z profesjonalnymi piosenkarzami, lecz wraz z reżyserem stwierdzili, że takie wykonania nie pasują do filmu Todorowskiego, gdzie śpiewać powinni sercem. W serialu śpiewają odtwórcy ról:
- „Odwilż” (muzyka i słowa Konstantin Meładze) – śpiewa aktorka Paulina Andriejewa[6][7].
- „Нет для любви преград” („Nie ma przeszkód dla miłości”, muzyka i słowa Konstantin Meladze) – śpiewają aktorzy: Wiktoria Isakowa, Anna Czipowska, Tasza Kruz, Marina Litwinowa, Ruben Tołmaczew, Konstantin Meladze.

W serialu brzmią także piosenki z końca lat 50. i początku 50.

## Nawiązanie do epoki
Na potrzeby filmu uszyto ponad 100 kostiumów, z czego część była kupiona w antykwariatach i na pchlich targach. Były to stroje „wzorcowe”, na których wzorowali się charakteryzatorzy. W latach 60. podczas spotkań towarzyskich większość ludzi ubierała się w białe spodnie oraz uwielbiała nosić modne okulary.
Największa ilość kostiumów tj. 25, przypadła dwóm głównym aktorkom: Annie Czipowskoj i Wiktorii Isakowoj. Wedle słów oraz zdjęć Anny dowiadujemy się, że również ich bielizna nawiązywała do tamtych czasów, kobiety nosiły pas z pończochami.
Było to niewygodne, lecz niezbędne do zachowania odpowiedniej sylwetki i wczucia się w rolę. Charakteryzatorzy znaleźli również typowe dla lat 60. gorsety, staniki, a nawet majtki w bardzo dobrym stanie. Obie aktorki lubiły nosić tę bieliznę, nawet gdy sceny tego od nich nie wymagały.
Czerwone auto Chrustaliowa, Moskwicz 402, jest takie samo jak samochód Piotra Todorowskiego w tamtym okresie. Reżyser wspomina, że jego ojciec kupił auto pomimo braku pieniędzy, powszechnego w czasach komuny.

## Krytyka i reakcję widzów
Jeszcze w trakcie emisji serialu filmoznawca Jurij Bogomołow zauważył szereg negatywnych opinii opublikowanych na portalach społecznościowych. „Odwilży” zarzucano, że nie oddaje realiów typowych dla tamtej epoki, znajdowano rozbieżności w stylizacjach aktorów oraz miejsc zdjęciowych.
Filmoznawca Witta Ram ukazuje charakterystyczną wiarygodność takich aktorów jak: Swietłana Kołpakowa, Jana Sekste, Aleksandra Jacenko, Wasilija Miszenko, lecz zaznacza, że według jej opinii są oni jakby wyjęci z naszej epoki i osadzeni w tamtych realiach. Zarzuca też brak rozwoju wewnętrznego głównego bohatera.
Telewizyjna kronikarka Irina Pietrowska w swoim artykule zaznacza, że większość krytyków postrzega Odwilż jako kino dokumentalne, zarzucając mu nieautentyczność, podczas gdy jest to serial artystyczny, ukazujący lata 60. w sposób, w jaki zostały zapamiętane przez reżysera.
Dziennikarka Ksienia Łarina uważa, że aktorzy zostali idealnie dopasowani do ról i dobrze oddali charakter granych postaci, pomogli widzom wczuć się w klimat epoki.
Dmitrij Bykow uważa, że fenomen serialu tkwi w tym, że reżyser skupił się na ukazaniu jednej, konkretnej grupy, a mianowicie znanego mu środowiska filmowego, nie zaś życia całego społeczeństwa.

### Palenie w serialu
Jednym z najczęstszych zarzutów wobec serialu są częste sceny palenia. Stowarzyszenie „Zdrowie regionalne” wysłało wiele skarg do Państwowej prokuratury w Moskwie oraz do służb zajmujących się kontrolą treści w środowiskach masowej komunikacji, powołując się na ustawę z Kodeksu Karnego Federacji Rosyjskiej o szkodliwym działaniu wyrobów tytoniowych na zdrowie człowieka. Autor skarg domagał się pociągnięcia Todorowskiego do odpowiedzialności karnej za każdy kadr w wykorzystaniem papierosa jako rekwizytu.
Lider Liberalno-Demokratycznej Partii Rosji Władimir Żyrinowski także był oburzony ilością scen palenia i spożywania alkoholu w serialu, którego odcinki były emitowane podczas godzin największej oglądalności. Zaproponował nawet by zaprzestano emisji serialu.
Reżyser Mark Zacharow wypowiedział się na ten temat w następujący sposób: „Opierając się na swoim prywatnym doświadczeniu wiem, że często zdarza się, że reżyser wraz z aktorem, utknąwszy w martwym punkcie, wspólnie palą oraz piją. Jednakże nie pokazałbym tego w swoim filmie, ewentualnie przeplatałbym te sceny z ważnymi epizodami, w przeciwnym wypadku widz może odnieść wrażenie, że reżyser nie ma nic ważnego do przekazania”.